# Tupirinna trilineata
Tupirinna trilineata är en spindelart som först beskrevs av Arthur M. Chickering 1937.  Tupirinna trilineata ingår i släktet Tupirinna och familjen flinkspindlar.
Artens utbredningsområde är Panama. Inga underarter finns listade i Catalogue of Life.